# Colima Fútbol Club
El Colima Fútbol Club es un equipo de fútbol profesional mexicano de la  Ciudad de Colima, en el estado de Colima, que juega en la Serie A de la Segunda División de México.

## Historia
En diciembre de 2019 la ciudad de Colima se quedó sin fútbol profesional como consecuencia de  la desaparición de los Loros de la Universidad de Colima, equipo que competía en el Ascenso MX, el cual fue disuelto tras la muerte de su propietario Jimmy Goldsmith debido al poco interés de sus herederos para continuar aportando con el sostenimiento económico del club.
Luego de la salida de Loros, en enero de 2020 Sergio Bueno, exfutbolista y director técnico nacido en la ciudad, inició conversaciones informales con el objetivo de fundar un nuevo equipo profesional que representara a la ciudad y al estado en el fútbol profesional. El 12 de marzo de 2020 se registró al club ante la Federación Mexicana de Fútbol, por lo que se le considera como la fecha de fundación de la institución.
En junio, la Universidad de Colima y una asociación civil firmaron un acuerdo para el préstamo del Estadio Olímpico Universitario de Colima con el objetivo de regresar el fútbol a ese recinto, todo ello sin conocerse públicamente el nombre del proyecto deportivo que ocuparía las instalaciones.
El 17 de julio, la Segunda División de México dio la bienvenida a dos nuevas franquicias de expansión que llegaron a la liga, una de ellas conocida como Colima F.C., siendo el día en el que se dio a conocer al público el nombre y la identidad del nuevo club. El 29 de julio se informó que el equipo colimense tomaría parte del Grupo 1 de la competencia, junto con otros equipos de las regiones Norte y Occidente de México.
Luego de su presentación se anunció el cuerpo técnico y administrativo responsable del club: Sergio Bueno como presidente; Enrique Contreras Rebollo como director deportivo y René Isidoro García como director técnico. El 28 de agosto se confirmó de manera oficial la participación del club en la Segunda División, luego de algunas modificaciones en la composición de los equipos participantes.
El 19 de septiembre de 2020 se jugó el primer partido oficial en la historia de la institución, correspondiente a la jornada 1 de la temporada 2020-21 de la Segunda División. En el encuentro el equipo de Colima derrotó por 2-0 a los Gavilanes de Matamoros. Jorge Almaguer marcó el primer gol en la historia del club.

## Estadio
El Estadio Olímpico Universitario de Colima está ubicado en la ciudad de Colima. Es la sede del Colima Fútbol Club. Al tratarse de un inmueble que pertenece a la Universidad de Colima, es usado también para eventos o partidos de los equipos de la casa de estudios. Cuenta con una pista de atletismo alrededor de la cancha. Su capacidad es de 11 812 espectadores.
Entre los años 2015 y 2016 el estadio fue sometido a un proceso de remodelación para adaptarse a las exigencias de la entonces Liga de Ascenso de México, por lo cual se amplió la capacidad de aforo del inmueble, el cual fue embutacado en su totalidad, se mejoró la iluminación, se ampliaron el terreno de juego y la zona de palcos. Además de crearse una sala de prensa y un centro para control antidopaje.
De manera alternativa a partir de la temporada 2023-24 el equipo también disputa sus partidos en el Estadio Colima, el cual cuenta con un aforo para 12,000 espectadores y fue inaugurado en 1976.

## Temporadas
| Temporada     | División          | Posición              |
| ------------- | ----------------- | --------------------- |
| 2020/2021     | 3.Segunda Serie A | 3°. Grupo I (Cuartos) |
| Apertura 2021 | 3.Segunda Serie A | 8°. Grupo I           |
| Clausura 2022 | 3.Segunda Serie A | 11°. Grupo I          |
| Apertura 2022 | 3.Segunda Serie A | 6°. Grupo II          |
| Clausura 2023 | 3.Segunda Serie A | 4°. Grupo II          |
| 2023/2024     | 3.Segunda Serie A | 16°. Grupo I          |
| Apertura 2024 | 3.Segunda Serie A | 12°. Grupo II         |
| Clausura 2025 | 3.Segunda Serie A | 9°. Grupo II          |